# Taharana acontata
Taharana acontata är en insektsart som beskrevs av Zhang 1994. Taharana acontata ingår i släktet Taharana och familjen dvärgstritar. Inga underarter finns listade i Catalogue of Life.